# Ensam (pjäs)
Ensam – Skådespel i tre akter är ett drama av Alfhild Agrell från 1886.
Ensam hade premiär på Kungliga Dramatiska Teatern den 3 februari 1886. Pjäsen spelades senare i Göteborg, på den svenska landsorten, Helsingfors, London och Frankfurt am Main. Den mottogs av övervägande positiva recensioner och framhölls av vissa som Agrells främsta verk. År 1910 hade den nypremiär i Stockholm och möttes då av kritik. Ensam är den enda av Agrells pjäser som haft nypremiär i Sverige under hennes livstid. Pjäsen finns översatt till tyska och ryska.
Pjäsen handlar om den ogifta Thora och hennes dotter Yngva. När dottern ska gifta sig uppdagas hennes oäkta förflutna och som villkor för giftermålet ställs att även Thora ska gifta sig. Hon vägrar och blir ensam kvar.

## Handling
Ensam handlar om den ogifta Thora och hennes dotter Yngva. De flyttar till Stockholm där anonymiteten och ett arv gör att de kan skapa sig en ganska behaglig tillvaro. Detta visar sig dock bara vara tillfälligt då omgivningen snart kommer att döma Yngvas oäkta ursprung.
Vid ett besök hos doktor Sandéns syster blir Yngva förälskad i löjtnanten Allan Eksköld. Hon håller först tyst om sitt oäkta förflutna men när Eksköld friar kan hennes bakgrund inte längre hållas hemlig. Thora går i våndor och ber Sandén förklara hur det ligger till för Allans principfaste fosterfar Georg Eksköld. När han får veta sanningen avslår han bestämt alla tankar på giftermål.
Det framkommer att Georg Eksköld har spelat en aktiv roll i Thoras och Yngvas bittra öde. Han var en gång djupt förälskad i Thora, en kärlek som inte var besvarad då Thora var förälskad i hans kusin, Oskar Eksköld. I besvikelse och av hämnd underlät han att berätta att kusinen redan var gift. Thora vädjar nu till honom att han kan gottgöra sitt tvivelaktiga handlande i det förflutna genom att godkänna fostersonens giftermål. Dagen därpå kommer Allan och förklarar att fadern har ändrat sig. Efterhand inser dock Thora att med detta godkännande kommer även förpliktelsen att hon ska gifta sig med kusinen, som är änkling sedan ett par år. Thora vägrar ingå äktenskap på dessa premisser. Allan väljer kärlekens väg, bryter med sin familj och avsäger sig därmed sitt arv. Yngva bryter med sin mor. Ensam kvar står Thora.

## Personer
- Thora Edlin
- Yngva, hennes dotter
- Georg Eksköld, före detta protokollsekreterare
- Allan, hans fosterson, löjtnant
- Sandén, läkare
- Madam Rask
- Ett stadsbud

## Om pjäsen
Ensam var Agrells fjärde fleraktare efter succéerna med Räddad (1882), Småstadslif (1883) och Dömd (1884). Ensam hade premiär den 3 februari 1886 på Kungliga Dramatiska Teatern i Stockholm. Som förpjäs spelades en annan pjäs av Agrell, En lektion. Ensam kom att spelas femton gånger på Dramaten under våren och hösten 1886. Senare spelades pjäsen i Göteborg, på den svenska landsorten, Helsingfors, London och Frankfurt am Main. Pjäsen hade nypremiär i Stockholm 1910 då den spelades sju gånger på Folkteatern och en gång på Folkets hus teater. Detta är enda gången som en Agrell-pjäs haft nypremiär i Sverige under författarens livstid. I rollen som Thora Edlin sågs då Elise Hwassers dotter Anna Lisa Hwasser-Engelbrecht.
För pjäsens regi på Dramaten stod Nils Personne. I de två bärande rollerna som Thora Edlin och doktor Sandén sågs Elise Hwasser och Gustaf Fredrikson. Fredrikson framhöll senare att doktor Sandén var en av de bästa roller han haft.
Pjäsen utgavs i bokform år 1886 på Hugo Gebers förlag tillsammans med En lektion. Ensam översattes 1890 till tyska av Gustav Lichtenstein med titeln Einsam: Schauspiel in drei Aufzügen. År 1899 översattes pjäsen till ryska av F. Laternera med titeln Odinoka: drama v 3:ch dějstvijach. Såväl Ensam som En lektion finns medtagna i samlingen Dramatiska arbeten (2012), som innehåller Agrells samlade dramatiska produktion.

## Mottagande
Harald Molander berömde Ensams "litterära eller rättare dramaturgiska förtjänster". Tidningarna Vårt Land och Nya Dagligt Allehanda berömde pjäsens dramaturgi men menade också att dess innehåll var överspänt och genomsyrat av idéer hämtade från Henrik Ibsen. Svenska Dagbladet rosande pjäsen och menade att den var det mest fulländade borgerliga sorgespel som så långt hade skrivits av en svenska författare. Anmälaren såg Thora-gestalten som något unikt i svensk litteratur. Dagens Nyheter kallade pjäsen "en ny triumf för den rikt begåvade fru Agrell". I Aftonbladet kallade Gustaf af Geijerstam Ensam för Agrells mest förnämsta arbete. Han menade att intrigen var "livlig" och "underhållande" och att karaktärsteckningen i flera fall var "förtjänstfull". Han efterlyste dock ett mer "mänskligt" drag hos Thora och menade med detta att han ansåg att hon borde ha böjt sig efter Georg Ekskölds önskan.
När pjäsen hade nypremiär 1910 ansåg Bo Bergman att det var ren och skär tortyr att se "denna gamla program- och indignationspjäs" med dess repliker "om vilka dammet ryker". Tidningen Social-Demokraten var desto mer positiv. Hwasser-Engelbrecht fick beröm för sin tolkning.

## Utgåvor
- Ensam: skådespel i tre akter : konversation i en akt ; En lektion. Stockholm: Geber. 1886. Libris 1620754
- Dramatiska arbeten (1. utg. i denna version). Umeå: Atrium. 2012. Libris 12766053. ISBN 978-91-86095-27-7

### Översättningar
- Agrell, Alfhild; Lichtenstein Gustav (1890) (på tyska). Einsam: Schauspiel in drei Aufzügen. Philipp Reclam's Universal-Bibliothek ; 2728. Leipzig. Libris 10700254
- Agrell, Alfhild; Laternera F. (1899) (på ryska). Odinoka: drama v 3:ch dějstvijach. [S. Peterburg]. Libris 10700245